# 原村 (広島県安佐郡)
原村（はらむら）は、広島県安佐郡にあった村。現在の広島市安佐南区の一部にあたる。

## 地理
古川の流域に位置していた。

## 歴史
- 1889年（明治22年）4月1日、町村制の施行により、沼田郡西原村、東原村が発足[2]。
- 1898年（明治31年）10月1日、郡の統合により上記2村は安佐郡に所属[1][3]。
- 1920年（大正9年）4月1日、上記2村が合併して原村が発足[1][3]。旧村名を継承した西原、東原の2大字を編成[1]。
- 1943年（昭和18年）11月3日、安佐郡祇園町、長束村、山本村と合併し、祇園町が継続して廃止された[1][3]。

## 産業
- 農業、養蚕[1]